# Болівар (округ)
Округ Болі́вар (ісп. Bolívar) — адміністративно-територіальна одиниця 2-ого рівня у провінції Буенос-Айрес в центральній Аргентині. Адміністративний центр округу — Сан-Карлос-де-Болівар.
Населення округу становить 34190 осіб (2010). Площа — 5027 кв. км.

## Історія
Округ заснований у 1877 році.

## Населення
У 2010 році населення становило 34190 осіб. З них чоловіків — 16828, жінок — 17362.

## Політика
Округ належить до 7-ого виборчого сектору провінції Буенос-Айрес.